# Firstfarms
Firstfarms A/S er en international dansk landbrugsvirksomhed med hovedkvarter i Billund. Virksomheden er børsnoteret på Københavns Fondsbørs og de største aktionærer er Henrik Hougaard, Bendt Wedell og Anders Holch Povlsen. Det begyndte i 2005 da otte danske investorer og landmænd opkøbte det slovakiske landbrugsselskab Agra M., som har afgrøde- og mælkeproduktion. I 2023 havde de 398 ansatte og omsatte for 462 mio. kroner.

## Landbrug
Anno 2024 har de landbrugsproduktion i Tjekkiet, Slovakiet, Ungarn og Rumænien. Deres produktion består af griseproduktion, mælkeproduktion og afgrødeproduktion. De dyrker bl.a. hvede, raps, soja, solsikke og majs på 19.900 hektar, hvoraf de ejer 8.500 hektar. De har 3.000 malkekøer og producerer årligt 33.700 tons mælk. Af grise havde de i 2023 6.600 søer, 235.000 smågrise og 100.000 slagtegrise.